# Paula Paretová
Paula Belén Paretová Méndezová (* 16. ledna 1986) je argentinská zápasnice – judistka, olympijský vítězka z roku 2016.

## Sportovní kariéra
S judem začínala v 9 letech na předměstí Buenos Aires v Clubu San Fernando po vzoru staršího bratra Marca, který je jejím největším fanouškem a doprovází jí na všech významných turnajích. Vrcholově se připravuje v River Plate v Clubu Estudiantes pod vedením Fernanda Yumi a ve vrcholovém tréninkovém centru CeNARD pod vedením Tigrana Karganjana. Její osobní trenérkou je Laura Martinelová. V argentinské ženské reprezentaci se pohybuje od roku 2006 v superlehké váze do 48 kg. V roce 2007 si děleným 5. místem na mistrovství světa v Riu zajistila přímou kvalifikaci na olympijské hry v Pekingu v roce 2008. V Pekingu takticky nezvládla čtvrtfinálový zápas s Japonkou Rjóko Taniovou a spadla do oprav. Z oprav se probojovala do souboje o třetí místo proti Severokorejce Pak Ok-song, kterou v závěrečných sekundách kontrovala technikou tani-otoši a získala bronzovou olympijskou medaili.
V roce 2012 se kvalifikovala na olympijské hry v Londýně. Jako vítězka Panamerických her v Guadalajaře z roku 2011 však olympijský turnaj takticky nezvládla. Rozhodčí často neakceptovali její taktickou hru utíkat do techniky sode-curikomi-goši a za stahování jí penalizovali. Ve čtvrtfinále prohrála na napomínání s Japonkou Tomoko Fukumiovou a v souboji o třetí místo prohrála po uděleném napomenutí za stahování s Belgičankou Charline Van Snickovou. Obsadila dělené 5. místo.
Na svých třetích olympijských hrách v Riu v roce 2016 startovala jako úřadující mistryně světa. Svoji typickou hru na honěnou doplnila o účinnou kombinací nožní techniky o-uči-gari s dokončením sode-curikomi-goši. V semifinále touto kombinací v úvodní minutě zápasu zaskočila Japonku Ami Kondóovou a vedení na wazari udržela do konce hrací doby. Ve finále proti Jihokorejce Čong Po-kjong ujala v závěru druhé minuty po výpadu ko-uči-gari vedení na wazari a bodový náskok udržela do zápasu. Získala zlatou olympijskou medaili.

### Vítězství na mezinárodních turnajích
- 2010 - 3x světový pohár (Isla Margarita, San Salvador, Miami)
- 2011 - 2x světový pohár (Purto La Cruz, Apia)
- 2012 - 1x světový pohár (Rio de Janeiro)
- 2014 - 1x světový pohár (Řím)
- 2015 - 4x světový pohár (Santiago, Buenos Aires, Samsun, Budapešť)
- 2017 - 1x světový pohár (Lima)
- 2018 - 1x světový pohár (Cancun)
- 2019 - 1x světový pohár (Jekatěrinburg)

## Výsledky
| Turnaj                  | 2005 | 2006            | 2007            | 2008            | 2009            | 2010            | 2011            | 2012            | 2013            | 2014            | 2015            | 2016            | 2017            | 2018            |  |
| Turnaj                  | 19   | 20              | 21              | 22              | 23              | 24              | 25              | 26              | 27              | 28              | 29              | 30              | 31              | 32              |  |
| Turnaj                  |      | superlehká váha | superlehká váha | superlehká váha | superlehká váha | superlehká váha | superlehká váha | superlehká váha | superlehká váha | superlehká váha | superlehká váha | superlehká váha | superlehká váha | superlehká váha |  |
| ----------------------- | ---- | --------------- | --------------- | --------------- | --------------- | --------------- | --------------- | --------------- | --------------- | --------------- | --------------- | --------------- | --------------- | --------------- |  |
| Olympijské hry          |      |                 |                 | 3.              |                 |                 |                 | 5.              |                 |                 |                 | 1.              |                 |                 |  |
| Mistrovství světa       | —    |                 | 5.              |                 | úč.             | 7.              | —               |                 | úč.             | 2.              | 1.              |                 | —               | 3.              |  |
| Panamerické hry         |      |                 | 3.              |                 |                 |                 | 1.              |                 |                 |                 | 2.              |                 |                 |                 |  |
| Panamerické mistrovství | 2.   | 5.              | 5.              | 3.              | 1.              | 3.              | 1.              | 5.              | 3.              | 3.              | 2.              | 2.              | 1.              | 1.              |  |
| Jihoamerické hry        |      | 2.              |                 |                 |                 | 1.              |                 |                 |                 | 1.              |                 |                 |                 | —               |  |

### Olympijské hry
| Rok      | Kategorie       |  | 1/32      | 1/16                          | čtvrtfinále                         | semifinále                       | finále                        |  | o bronz                           | opravy                          | opravy                    | opravy |
| -------- | --------------- |  | --------- | ----------------------------- | ----------------------------------- | -------------------------------- | ----------------------------- |  | --------------------------------- | ------------------------------- | ------------------------- | ------ |
| LOH 2008 | superlehká váha |  | volný los | výhra – 1:20/drž T. Dayová    | prohra – kok/pen R. Taniová         | —                                | —                             |  | výhra – waz/tno Pak Ok-song       | výhra – waz/son É. Csernoviczká | výhra – waz/kog Wu Šu-ken | —      |
| LOH 2012 | superlehká váha |  | volný los | výhra – yuk/kug E. Morettiová | prohra – 5:50/pen T. Fukumiová      | —                                | —                             |  | prohra – 5:56/pen C. Van Snicková | výhra – yuk/pen M. Uranceceg    | x                         | x      |
| LOH 2016 | superlehká váha |  | volný los | výhra – 3:23/stg I. Dolgovová | výhra – waz/oug+stg É. Csernoviczká | výhra – waz/oug+stg Ami Kondóová | výhra – waz/kug Čong Po-kjong |  | —                                 | —                               | x                         | x      |